# کلاه‌قرمزی (مجموعه نمایشی)
کلاه‌قرمزی، یک مجموعه تلویزیونی به نویسندگی حمید جبلی و ایرج طهماسب و کارگردانی ایرج طهماسب است که به مناسبت نوروز، هر سال از شبکه ۲ صدا و سیمای جمهوری اسلامی ایران پخش می‌شد. این مجموعه اولین بار در نوروز ۱۳۸۸ از تلویزیون ایران پخش شد و تا کنون هفت فصل از این مجموعه در سال‌های ۸۸، ۹۰، ۹۱، ۹۲، ۹۳، ۹۴ و ۹۷ پخش شده‌است. کلاه‌قرمزی در زمان پخش توانست به پرمخاطب‌ترین و محبوب‌ترین برنامه تلویزیون بدل گردد. در این مجموعه صداپیشگانی چون حمید جبلی، محمدرضا هدایتی، محمد بحرانی، بهادر مالکی، محمد لقمانیان، علی سرابی، کاظم سیاحی، هوتن شکیبا و نگار استخر به ایفای نقش می‌پردازند.
همچنین دنیا فنی‌زاده، مرضیه محبوب، امیر سلطان‌احمدی، محمد لقمانیان، عیسی یوسفی‌پور، شیما بخشنده، حسین نعیمی‌ذاکر، علی پاکدست، محمد اعلمی، مهدی برقعی و مهناز خطیبی از عروسک‌گردانان این مجموعه هستند.

## شخصیت‌های عروسکی
| نام                  | نوع    | صداپیشه        | عروسک‌گردان                 | سازنده      | اولین حضور            |
| -------------------- | ------ | -------------- | -------------------------- | ----------- | --------------------- |
| کلاه‌قرمزی            | انسان  | حمید جبلی      | دنیا فنی‌زاده - شیما بخشنده | مرضیه محبوب | سقائک و شانه‌به‌سر دانا |
| پسرخاله              | انسان  | حمید جبلی      | مرضیه محبوب                | مرضیه محبوب | صندوق پست             |
| پسرعمه‌زا             | انسان  | محمدرضا هدایتی | امیر سلطان‌احمدی            | مرضیه محبوب | کلاه قرمزی ۸۸         |
| فامیل دور            | انسان  | بهادر مالکی    | محمد لقمانیان              | مرضیه محبوب | کلاه قرمزی ۹۰         |
| ببعی                 | گوسفند | محمد بحرانی    | بنفشه صمدی                 | مرضیه محبوب | کلاه قرمزی ۹۰         |
| جیگر                 | خر     | کاظم سیاحی     | عیسی یوسفی‌پور              | مرضیه محبوب | کلاه قرمزی ۹۱         |
| دختر همسایه          | انسان  | نگار استخر     | شیما بخشنده                | مرضیه محبوب | کلاه قرمزی ۹۲         |
| آقای هم ساده         | انسان  | محمد بحرانی    | شیما بخشنده                | مرضیه محبوب | کلاه قرمزی ۹۱         |
| گابی                 | گاو    | علی سرابی      | حسین نعیمی ذاکر            | مرضیه محموب | کلاه‌قرمزی ۹۲          |
| دیبی                 | دیو    | هوتن شکیبا     | مهناز خطیبی                | مرضیه محبوب | کلاه قرمزی ۹۳         |
| بچه فامیل            | انسان  | محمد لقمانیان  | علی اعتصامی فر             | مرضیه محبوب | کلاه قرمزی ۹۳         |
| عزیزم ببخشید         | انسان  | احسان کرمی     | علی پاکدست                 | مرضیه محبوب | کلاه قرمزی ۹۳         |
| گدا                  | انسان  | کاظم سیاحی -   | حسین نعیمی ذاکر            | مرضیه محبوب | کلاه‌قرمزی ۹۲          |
| گیگیلی               | انسان  | حمید جبلی      | محمد اعلمی                 | مرضیه محبوب | کلاه‌قرمزی ۸۸          |
| قوچی                 | قوچ    | علی سرابی      | ؟                          | مرضیه محبوب | کلاه‌قرمزی ۹۴          |
| داداش گلم            | انسان  | علیرضاناصحی    | مهدی برقعی                 | مرضیه محبوب | کلاه قرمزی ۹۷         |
| خونه بغلی            | انسان  | هوتن شکیبا     | احمد آکشته                 | مرضیه محبوب | کلاه‌قرمزی ۹۴          |
| خانوم جون            | پیرزن  | حمید جبلی      | مهناز خطیبی                | مرضیه محبوب | کلاه‌قرمزی ۹۰          |
| آقای باغبان (آقاجون) | پیرمرد | حمید جبلی      | پیمان فاطمی                | مرضیه محبوب | کلاه‌قرمزی ۹۰          |

## بازیگران و مهمانان

### شخصیت‌های انسان
| نام            | نقش                    | توضیحات |
| -------------- | ---------------------- | --- |
| ایرج طهماسب    | آقای مجری              | مجری و تنها شخصیت انسان ثابت مجموعه که در تمام قسمت‌ها حضور دارد.                                                                                |
| نگار جواهریان  | خانم نگاریان           | همسایه آقای مرجی که علاقه زیادی به گل و گیاه دارد.                                                                                              |
| باران کوثری    | خاله باران             | در کلاه‌قرمزی ۸۸ توسط پسر عمه‌زا به برنامه دعوت شد تا به عنوان خاله برنامه در کنار آقای مرجی به اجرا برای بچه‌ها بپردازد.                          |
| حمید جبلی      | همسایه آقای مجری       | در کلاه‌قرمزی ۸۸ به منزل آقای مجری می‌آمد و خاطرات عجیب زندگیش را برای آقای مرجی تعریف می‌کرد. در کلاه‌قرمزی ۹۱، آقای هم ساده جایگزین این شخصیت شد. |
| سحر دولتشاهی   | خانم توسّس              | همسایه آقای مرجی که به شدت وسواسی است و علاقه زیادی به تمیزی دارد.                                                                              |
| منوچهر آذری    | آقای شکلاتی            | دوست آقای مرجی که فردی به شدت عصبی و ناآرام است.                                                                                                |
| پاشا جمالی     | داماد                  | |
| محمدرضا هدایتی | همسایه آقای مجری، آشپز | همسایه آقای مجری که دست پخت بسیار بدی داشت و به اصرار برای آقای مجری و عروسک‌ها غذا و شیرینی میاورد                                              |
| بهادر مالکی    | دوست پسرخاله           | کارگر و ساختمان ساز |
| محمد بحرانی    | پزشک                   | |
| محمد لقمانیان  | برق‌کار                 | |
| شبنم مقدمی     | شبنم خانم              | دختر صاحب خونه آقای مجری |

### مهمانان
| نام              | نقش          |
| ---------------- | ------------ |
| شهاب حسینی       | مهمان        |
| مهناز افشار      | رهگذر، مهمان |
| امین حیایی       | رهگذر، مهمان |
| حامد بهداد       | مهمان        |
| رامبد جوان       | مهمان        |
| ابراهیم حاتمی‌کیا | مهمان        |
| مرضیه برومند     | مهمان        |
| آتیلا پسیانی     | مهمان        |
| صابر ابر         | مهمان        |
| ستاره پسیانی     | مهمان        |
| پانته‌آ بهرام     | مهمان        |
| بنیامین بهادری   | مهمان        |

## مجموعه‌های تلویزیونی
در حدود ۲۰ سال مجوعه‌های تلویزیونی «سقائک و شانه به سر دانا»، «کلاه‌قرمزی و جغجغه و فرفره»، «کلاه‌قرمزی ۲»، «ژولی پولی و گلابی»، «کلاه قرمزی در فرنگ» و برنامه‌های نوروزی کلاه قرمزی ۸۸، کلاه قرمزی ۹۰، کلاه قرمزی ۹۱، کلاه قرمزی ۹۲ و کلاه قرمزی ۹۳، کلاه قرمزی ۹۴، کلاه قرمزی ۹۷ پخش شدند که از پربیننده‌ترین برنامه‌های نوروزی ایران بودند.

## بازی‌های ویدئویی
مجموعه کلاه قرمزی دو بازی نیز با نام‌های TEHRUN 2 و کلاه قرمزی: رؤیای شکلاتی نیز دارد.

## فیلم‌های سینمایی

### کلاه‌قرمزی و پسرخاله
کلاه‌قرمزی و پسرخاله اولین فیلم سینمایی از مجموعه فیلم‌های کلاه‌قرمزی است که پس از موفقیت مجموعه تلویزیونی کلاه‌قرمزی و جغجغه و فرفره ساخته شد و در سال ۱۳۷۳ ساخته شد. در سال ۱۳۷۳ «کلاه قرمزی و پسرخاله» با استقبالی فوق‌العاده در سینما روبرو شد و رکورد پرفروش‌ترین فیلم تاریخ سینمای ایران را شکست و از لحاظ تعداد فروش بیلت تا به حال بیشترین آمار را به خود اختصاص داده‌است.

### کلاه‌قرمزی و سروناز
دومین فیلم از مجموعه کلاه‌قرمزی با عنوان «کلاه قرمزی و سروناز» در سال ۱۳۸۱ اکران شد.

### کلاه‌قرمزی و بچه‌ننه
فیلم سوم از مجوعه فیلم‌های کلاه‌قرمزی با عنوان «کلاه قرمزی و بچه ننه» بعد از گذشت ۱۰ سال از فیلم موفق قبلی و در تابستان ۱۳۹۱ اکران شد و بیش از ۴ میلیارد تومان فروش کرد.

## محصولات فرهنگی
عروسک‌های مجموعهٔ کلاه‌قرمزی در ایران به یک برند تبدیل شده‌اند که در طول سالیان حضورش در حافظهٔ جمعی ایرانیان علاوه‌بر حضور در تلویزیون و سینما، به صورت عروسک و نوشت‌افزار و اسباب‌بازی نیز میان کودکان وجود داشته.
با این وجود، تا پیش از بازگشت مجدد این مجموعه به تلویزیون در سال ۱۳۸۸ هنوز به صورت برندی انحصاری درنیامده بود. اولین بار در سال ۱۳۹۲ بود که از عروسک‌ها، نوشت‌افزار این مجموعه به صورت رسمی رونمایی شد.

## نقد مجموعه
این مجموعه همه یکی از موفق‌ترین مجموعه‌های طنز تلویزیون ایران بوده‌است. بسیاری از منتقدان یکی از دلایل موفقیت این مجموعه را نوستالژی می‌دانند. به باور این منتقدان کلاه‌قرمزی نوستالژی نسلی است که بخش مهمی از زندگی‌اش را در برابر تلویزیون گذرانده‌است. اما منتقدانی هم هستند که معتقدند این تنها دلیل موفقیت این مجموعه نیست. به باور این منتقدان موفقیت این مجموعه اگر فقط به دلیل زنده‌کردن خاطرات بود هرگز نمی‌توانست به این خوبی با نسل‌های دیگر ارتباط برقرار کند. به باور این منتقدان برای تداوم موفقیت یک مجموعه نمی‌توان تنها با تکیه بر نوستالژی به جلو رفت. به باور این منتقدان شخصیت‌های این مجموعه بستر مناسبی را فراهم می‌کنند تا شوخی‌ها و طنز اجتماعی و گاه سیاسی در آن شکل بگیرد. مثل صحنه‌ای در کلاه‌قرمزی ۹۲ که در آن حراجی توسط عروسک‌های مجموعه راه می‌افتد و در آن فامیل دور در تماسی مداوم با صرافی‌ها مدام نرخ دلار را جویا می‌شد و قیمت اجناسش را در لحظه و به دلار اعلام می‌کرد.
محمدحسن ساکی، منتقد سینما ضمن تأکید بر این که کلاه‌قرمزی را نه فقط یک کاراکتر یا یک عروسک، بلکه پدیده‌ای فرهنگی می‌داند می‌گوید: «کلاه‌قرمزی نمونهٔ شاخص یک پسربچه است که می‌تواند در همهٔ نسل‌ها حضور داشته باشد. او پسری بازیگوش، شیطان، حاضرجواب و تنبل است. طبقهٔ اقتصادی روشنی هم ندارد. ویژگی‌هایی که به او این امکان را می‌دهد که در بین نسل‌ها حرکت کند… کلاه‌قرمزی فقط یک کاراکتر نیست؛ او حتی فقط یک عروسک نیست بلکه پدیده‌ای فرهنگی است. این را می‌توان به‌خوبی از موفقیت و میزان مخاطبش دریافت.» از دیدگاه این منتقد کلاه‌قرمزی حیات دارد و به مرور زمان بزرگ‌تر می‌شود؛ نکتهٔ مهمی که شاید در دیگر عروسک‌ها و حتی در خود آقای مجری هم دیده نشود. کلاه‌قرمزی یک کاراکتر ثابت نیست؛ او در طول زمان رشد کرده‌است به طوری که او که در ابتدا نمی‌توانست درست حرف بزند و حتی هنگام حرف‌زدن آبِ دهانش به صورت مخاطبش می‌ریخت کم‌کم تغییر کرد و بزرگ شد.
نیکو شریفی، روزنامه‌نگار، می‌نویسد: «شاید کلاه‌قرمزی (که پخش مجددش بعد از بیش از ده سال وقفه، در عید ۱۳۸۸ آغاز شد) تنها برنامه‌ای در تلویزیون باشد که بشود گفت به اندازهٔ برنامه ورزشی ۹۰ با تهیه‌کنندگی و اجرای عادل فردوسی‌پور مخاطب دارد. خیل عظیم کودکان و بزرگسالانی که این برنامه را در تلویزیون و اینترنت تماشا می‌کنند، و مهم‌تر، آن‌هایی که فقط همین برنامه را از بین برنامه‌های تلویزیون می‌پسندند شاهدی بر این ادعاست.»
منتقدان در مورد دلایل موفقیت این مجموعه نظرات مختلفی دارند. محمدحسن ساکی معتقد است این موفقیت مدیون استفادهٔ صحیح از کهن‌الگوها و روزآمدکردن آن‌هاست. او رابطهٔ میان کلاه‌قرمزی و آقای مجری را تابع کهن‌الگویی می‌داند که بر اساس آن روابط مرشد و بچه‌مرشد میانشان برقرار می‌شود. از دید او همان‌طور که بچه‌مرشد حرف‌های نامفهومی می‌زند و مرشد حرف‌های او را تعبیر می‌کند، کلاه‌قرمزی نیز خصوصاً در برنامه‌های ابتدایی‌اش خوب صحبت نمی‌کرد و باید حرف‌هایش توسط مجری دوباره بیان می‌شد. از دید این منتقد آن‌ها را می‌توان به سان نسخهٔ روزآمدی از نمایش اوستا و سیاه دید. شوخی‌ها و حاضرجوابی‌های سیاه در برابر صبر و متانت اوستا به نوعی در شخصیت مجری و کلاه‌قرمزی تکرار می‌شود.
از دیدگاه منتقدان رابطهٔ کلاه‌قرمزی و آقای مجری را می‌تواند رابطه‌ای پدر–فرزندی نیز در نظر گرفت. همان‌طور که بسیاری از کودکان خود را در شیطنت‌های کلاه‌قرمزی می‌یابند، بزرگترها نیز خود را در کالبد آقای مجری می‌یابند که پدری مهربان و دلسوز و صبور است که این موضوع باعث می‌شود مخاطبِ کلاه‌قرمزی نه‌فقط کودکان، که بزرگسالان نیز باشند. رابطهٔ این دو رابطه‌ای معلم-شاگردی نیست، یعنی چنین نیست که آقای مجری نصیحت کند و بچه‌ها خیلی زود قبول کنند؛ بلکه کلاه‌قرمزی و دیگر شخصیت‌های عروسکی این مجموعه گاه حرف‌ها و نصیحت‌های آقای مجری را قبول نمی‌کنند و او را به چالش می‌کشند. آقای مجری هم گاه از دست بچه‌ها حرصش می‌گیرد؛ درست مثل یک رابطهٔ پدر-فرزندیِ زنده و واقعی. از دیدگاه این منتقدان با وجودی که کلاه‌قرمزی حرف سیاسی نمی‌زند اما حرف‌هایش بیانگر خاطرات و حتی رنج‌های یک نسل است. کلاه‌قرمزی، مبارکِ مدرن است که در زبان طنز و کنایه واقعیت‌های مگوی جامعه را می‌گوید؛ نمادی از شوخ‌طبعیِ ایرانی که طلحک‌وار حرف خود را می‌زند و به حیاتش ادامه می‌دهد.
از دیگر دلایلی که منتقدان برای موفقیت این مجموعه و تفاوت آن با دیگر برنامه‌های کودکان می‌آورند جدی‌گرفتن کودکان است. از دید این منتقدان این که طهماسب به عنوان حلقهٔ اصلی مجموعه و نمایندهٔ بزرگسالان با لحن جدی با کودکان صحبت می‌کند باعث می‌شود مجموعه بتواند با مخاطب بزرگسال هم ارتباط برقرار کند و به این ترتیب به طیف و تعداد مخاطبان افزوده می‌شود.
از دیدگاه منتقدان از دلایل دیگر موفقیت و ماندگاری این مجموعه جداشدنش از کلیشه‌ها و رشد شخصیت‌هاست. از دیدگاه این منتقدان شخصیت‌های این مجموعه عروسک نیستد. آن‌ها باورپذیرند، حتی اگر «دیو» باشند.
به باور گروه دیگری از منتقدان شخصیت‌پردازی عروسک‌های این مجموعه عجولانه نیست و روی تک‌تک خصوصیات رفتاری و کرداری آن‌ها با دقت فکر شده‌است. از دیدگاه این منتقدان کاراکتر همهٔ عروسک‌ها از یکدیگر قابل‌تفکیک بوده و به ورطهٔ تکرار نمی‌افتد و عروسک‌ها در سطح تیپ باقی نمی‌مانند بلکه همگی با مؤلفه‌هایی متفاوت در ذهن مخاطب جا باز می‌کنند. به باور این منتقدان این نکته حتی در میان حیوانات این مجموعه نیز قابل مشاهده است به طوری که مثلاً «ببعی» در مقایسه با «گابی» که در واقعیت شباهت‌های زیادی با یکدیگر دارند، دو کاراکتر مجزا از هم‌اند یا «فامیل دور» و «بچهٔ فامیل دور» هر کدام ویژگی‌هایی مخصوص به خود دارند. این منتقدان معتقدند عروسک‌های کلاه‌قرمزی کپی نیستند و نمونه‌هایشان نه در هیچ‌یک از برنامه‌های عروسکی ایرانی موجود است، نه در برنامه‌های عروسکی خارجی.
از دیگر دلایل تمایز این مجموعه با دیگر برنامه‌های کودک از نگاه منتقدان برکنارماندنش از ادبیات و ارزش‌های دینی جامعه است و مخالفتش با تبلیغ و ترویج فرهنگ مصرف‌گرایی، به طوری که در این مجموعه با تأکیدهای مداوم «آقای مجری» بر صرفه‌جویی و کم‌مصرف‌کردن مواجهیم.
با این حال این مجموعه از همان ابتدای شروع به پخشش منتقدان بسیاری داشته و دارد. بسیاری از منتقدان این برنامه را به نداشتن کارشناس و متخصصان کودک متهم می‌کنند که باعث شده بدون توجه به نیازهای شناختی کودکان برای آنان برنامه بسازند به طوری که به باور این منتقدان در مجموعهٔ کلاه‌قرمزی نه تنها چنین چیزی را مشاهده نمی‌شود بلکه رفتارها و گفتارها مملو از آموزه‌های غلط است؛ صحبت‌های آقای مجری با عروسک‌ها پر از خشونت است، دائم بچه‌ها را دعوا و تحقیر می‌کند، امر و نهی می‌کند و به ندرت از آن‌ها تعریف می‌کند. به باور این منتقدان در این مجموعه بچه‌ها هم دائم دروغ می‌گویند، نقش بازی می‌کنند، چیزی را پنهان می‌کنند، کارهای غلط پنهانی انجام می‌دهند و به عنوان مثال زیادی شیرینی می‌خورند، کثیف‌کاری می‌کنند، یا خنگند و همه‌چیز را اشتباه می‌فهمند، اصطلاحات را اشتباه به کار می‌برند (که به باور این منتقدان این موضوع خودش آموزش غلط است به کودکان). از دیگر نقدها به این مجموعه استفادهٔ شخصیت‌ها از کلمات خشونت‌آمیز و درخواست انجام کارهای بزرگانه و نامتناسب با سن کودکان از آن‌ها نظیر بازکردن و شستن و نصب پرده‌ها برای خانه‌تکانی است.
از دیگر نقدها به این مجموعه نقد منتقدان حقوق زنان است که جدای این‌که به این انتقاد دارند که چرا عمدهٔ شخصیت‌های این مجموعه و حتی حیواناتشان مردند و پسر، معتقدند نگاه طراحان این برنامه به زنان و شخصیت‌های زن در این مجموعه نگاهی بر پایهٔ کلیشه‌های جنسیتی سنتی است به طوری که جایگاه زنان در این مجموعه در خانه است و در طول زندگی‌شان هم یا در انتظار ازدواج باید خود را از هرگونه آلودگی و نگاه «خودنویسی» که «کاغذ سفیدشان» را می‌آلاید دوری کنند، یا تنها حقشان از کودکشان زاییدن است، یا کلیشه‌های زندگی زنانه‌ای مثل پاک‌کردن سبزی و غیبت‌کردن در مورد جهیزیهٔ دیگران. با این وجود دسته‌ای دیگر از منتقدان این مدعا را نادرست می‌دانند و معتقدند اتفاقاً «کلاه‌قرمزی» کلیشه‌های جنسیتی را نادیده می‌گیرد. این منتقدان معتقدند این مجموعه یکی از کلیشه‌های رایج جنسیتی در ایران را که مسئلهٔ تحقیر پوشش زنان یا طرز حرف‌کردن زنانه است. به این معنی که اگر مردی لباس زنانه بپوشد یا لحن و لهجه زنانه داشته باشد مستحق تحقیر شدن است نادیده می‌گیرد. در این مجموعه در نمایش‌هایی که با حضور عروسک‌ها و شخصیت‌های پسر این مجموعه اجرا می‌شود بارها اتفاق می‌افتد که آن‌ها نقش زنان و دختران را ایفا می‌کنند یا حالات و رفتارهای دخترانه را تقلید می‌کنند و این موضوع تقبیح نمی‌شود. از دیگر مواردی که این منتقدان به آن اشاره می‌کنند شخصیت دیو است که به جای این که آقای مجری را «عمو» صدا کند، به او «خاله» می‌گوید و آقای مجری هم ناراحت نمی‌شود.
در سری‌های اخیر مجموعهٔ «کلاه‌قرمزی» که کم‌کم و هر سال تعداد شخصیت‌ها بیشتر می‌شود نقش و حضور فعال کلاه‌قرمزی که نامش شناسنامهٔ کل مجموعه نیز هست کمرنگ‌تر شده‌است. این موضوع باعث انتقادهایی به این مجموعه شده‌است. با این وجود دنیا فنی‌زاده، عروسک‌گردان این شخصیت که از همان ابتدا با آن بوده معتقد است با توجه به تعدد شخصیت‌ها این اتفاق یک امر اجتناب‌ناپذیر است و به هر حال باید به همهٔ عروسک‌ها فرصت دیده‌شدن داد در حالی که زمان آیتم‌های برنامه نیز کوتاه است. سلیقهٔ شخصی فنی‌زاده در مورد برنامه این است که کلاه‌قرمزی در آیتم‌های دونفره مقابل آقای مجری ظاهر شود تا ضمن حفظ آن حال و هوای نوستالوژیک برای مخاطب قدیمی برنامه، فرصت بهتری برای دیالوگ داشته باشد. با این وجود، نظر ایرج طهماسب این است که «کلاه‌قرمزی» یکی از معدود عروسک‌هایی باشد که در اغلب آیتم‌ها حضور دارد، حتی اگر تنها یک دیالوگ کوتاه سهم او بشود.

## پی‌نوشت
1. 1 2  «آقای کلاه قرمزی چگونه سوپر استار شد؟». تابناک.
2. ↑  «چه کسانی به فامیل دور و ببعی جان دادند؟». خبرآنلاین.
3. ↑  «صداپیشهٔ «ببعی» و «هم ساده» در گفت‌وگوی با خبرآنلاین». خبرآنلاین.
4. 1 2  «خیز کلاه قرمزی برای ثبت رکورد». پایگاه خبری تحلیلی رویش. بایگانی‌شده از اصلی در ۴ مارس ۲۰۱۶. دریافت‌شده در ۵ آوریل ۲۰۱۳.
5. ↑  «کلاه قرمزی و بچه‌ننه رکورد دو فیلم قبلیش را نزده». ایسنا.
6. ↑  «طوفان ایرج طهماسب و حمید جبلی ادامه دارد». خبرآنلاین.
7. ↑  ترکمن، «از همه‌تون متنفرم!»، جهان صنعت، ۸ (فرهنگ و هنر).
8. ↑  «رونمایی از نوشت‌افزار «کلاه‌قرمزی و پسرخاله»»،  فارس.
9. ↑  ترکمن، «از همه‌تون متنفرم!»، جهان صنعت، ۸ (فرهنگ و هنر).
10. ↑  ساکی، «تفلد» عید شما مبارک.
11. ↑  ساکی، «تفلد» عید شما مبارک.
12. ↑  ساکی، «تفلد» عید شما مبارک.
13. ↑  ساکی، «تفلد» عید شما مبارک.
14. ↑  ساکی، «تفلد» عید شما مبارک.
15. ↑  ساکی، «تفلد» عید شما مبارک.
16. ↑  ساکی، «تفلد» عید شما مبارک.
17. ↑  ساکی، «تفلد» عید شما مبارک.
18. ↑  شریفی، نیکو (۱۳ فروردین ۱۳۹۲). «کلاه‌قرمزی؛ قهرمان بی‌رقیب سریال‌های نوروزی». بی‌بی‌سی فارسی. دریافت‌شده در ۵ فروردین ۱۳۹۳.
19. ↑  ساکی، «تفلد» عید شما مبارک.
20. ↑  ساکی، «تفلد» عید شما مبارک.
21. ↑  ساکی، «تفلد» عید شما مبارک.
22. ↑  ساکی، «تفلد» عید شما مبارک.
23. ↑  رضایی، ««کلاه‌قرمزی» و فرهنگ رسمی»، رادیو زمانه.
24. ↑  رضایی، ««کلاه‌قرمزی» و فرهنگ رسمی»، رادیو زمانه.
25. ↑  رضایی، ««کلاه‌قرمزی» و فرهنگ رسمی»، رادیو زمانه.
26. ↑  ترکمن، «از همه‌تون متنفرم!»، جهان صنعت، ۸ (فرهنگ و هنر).
27. ↑  ترکمن، «از همه‌تون متنفرم!»، جهان صنعت، ۸ (فرهنگ و هنر).
28. ↑  ترکمن، «از همه‌تون متنفرم!»، جهان صنعت، ۸ (فرهنگ و هنر).
29. ↑  ترکمن، «از همه‌تون متنفرم!»، جهان صنعت، ۸ (فرهنگ و هنر).
30. ↑  رضایی، ««کلاه‌قرمزی» و فرهنگ رسمی»، رادیو زمانه.
31. ↑  افضلی، راد و  فرشیدی، کلاه‌قرمزی، دختر همسایه، دوره و….
32. ↑  افضلی، راد و  فرشیدی، کلاه‌قرمزی، دختر همسایه، دوره و….
33. ↑  افضلی، راد و  فرشیدی، کلاه‌قرمزی، دختر همسایه، دوره و….
34. ↑  افضلی، راد و  فرشیدی، کلاه‌قرمزی، دختر همسایه، دوره و….
35. ↑  افضلی، راد و  فرشیدی، کلاه‌قرمزی، دختر همسایه، دوره و….
36. ↑  رضایی، ««کلاه‌قرمزی» و فرهنگ رسمی»، رادیو زمانه.
37. ↑  رضایی، ««کلاه‌قرمزی» و فرهنگ رسمی»، رادیو زمانه.
38. ↑  فنی‌زاده، «هنوز عاشق کلاه‌قرمزی‌ام»، سوره سینما.
39. ↑  فنی‌زاده، «هنوز عاشق کلاه‌قرمزی‌ام»، سوره سینما.
40. ↑  فنی‌زاده، «هنوز عاشق کلاه‌قرمزی‌ام»، سوره سینما.